# Marco Suillio Nerullino
Marco Suillio Nerullino (in latino: Marcus Suillius Nerullinus; tra 12 e 15 – dopo il 58) è stato un magistrato e senatore romano, console dell'Impero romano.

## Biografia
Nerullino era figlio di Publio Suillio Rufo, di origine umbra, console suffetto nel 41 o nel 44 e noto delatore di età claudia, e della figlia della terza moglie di Ovidio, ricostruita come Fabia, figlia di Paolo Fabio Massimo console dell'11 a.C. Il padre Rufo era inoltre figlio della matrona Vistilia, nota per i suoi sei matrimoni: zii paterni di Nerullino erano quindi Quinto Pomponio Secondo, console suffetto nel 41, Publio Calvisio Sabino Pomponio Secondo, console suffetto nel 44, Gneo Domizio Corbulone, console suffetto nel 39, e Milonia Cesonia, ultima moglie di Caligola; suoi cugini erano Publio Glizio Gallo, esiliato nel 65, Servio Cornelio Scipione Salvidieno Orfito, console ordinario del 51, e Domizia Longina, moglie del princeps Domiziano. Fratello di Nerullino era invece Suillio Cesonino, forse nato da un secondo matrimonio del padre con una donna dell'entourage della sorellastra Milonia Cesonia.
Non molto è noto della carriera di Nerullino, di cui è stato persino ipotizzato che il cognomen potesse essere un omaggio alla gens Claudia. Nato tra 12 e 15, egli dovette verosimilmente entrare in senato sotto Caligola, e la sua gens fu forse adlecta inter patricios grazie all'influenza del padre Rufo presso Claudio, ma il primo incarico attestato lo vede al vertice dello stato romano: Nerullino fu infatti console ordinario al fianco di Gaio Antistio Vetere da gennaio fino forse a giugno del 50.
Quanto però il padre Rufo, nel 58, si trovò caduto in disgrazia e costretto ad andare in esilio lasciando parte del patrimonio al figlio e alla nipote, gli accusatori del padre rivolsero imputazioni anche contro Nerullino, che fu così accusato di concussione forse durante una sua legazione in Asia al seguito del padre proconsole nel 53/54: alla sua condanna si oppose però il princeps Nerone, convinto che la punizione del padre fosse sufficiente.
Per lungo tempo si è poi pensato, sulla base di una moneta smirnea, che Nerullino sia stato proconsole d'Asia nel 69/70: di recente, però, la critica ha dubitato dell'autenticità e/o della lettura della moneta, così come ricondotto l'assunzione della cittadinanza del grammateus di Hierapolis Marco Suillio Antioco al periodo della legazione durante il proconsolato in Asia del padre Rufo, arrivando così a espungere il proconsolato dalla carriera di Nerullino.
La nipote di Suillio Rufo citata da Tacito fu con ogni probabilità figlia di Nerullino invece che del fratello Cesonino (di cui si perdono le tracce dopo il 48).